# Aurora Díaz-Plaja i Contestí
Aurora Díaz-Plaja i Contestí (Barcelona, 7 d'agost de 1913 – 8 de desembre de 2003) fou una escriptora, traductora i bibliotecària catalana, germana dels també escriptors Ferran Díaz-Plaja i Contestí i Guillem Díaz-Plaja i Contestí.
Fou filla de Josefa Plaja i Ibrán (1884-1948), natural de Figueres, i del seu espòs, el militar Francesc Díaz i Contestí (1879-1940), natural de Palma.
A vint anys, amb el títol de l'Escola de Bibliotecàries de la Generalitat de Catalunya, va dirigir la Biblioteca de la Caixa de Pensions a Palma. El 1935 va guanyar les oposicions i va treballar a la Biblioteca Popular de Canet de Mar fins al 1939. Vinculada al bàndol republicà, durant la guerra civil espanyola es va encarregar de fer arribar el Bibliobús als hospitals de sang, a les bateries de costa, a Tiana i a les primeres línies del front. Entre 1963 i 1973, dirigí la Biblioteca Infantil del parc de la Ciutadella.
Des de finals dels anys trenta publicà diverses guies de lectura i manuals per a una bona organització a les biblioteques, com ara Les guies de lectura (1938), Las bibliotecas populares (1944), Cómo atraer al lector (1954), Com es forma i com funciona una biblioteca (1960) o La biblioteca a l'escola (1970), amb el qual guanyà el premi "Antoni Balmanya". Pionera en crítica sobre llibres infantils, col·laborà més o menys habitualment a Patufet, Cavall Fort, Faristol, Serra d'Or, La Vanguardia o l'Avui. Autora de biografies i obres teatrals, destaca sobretot per les guies de lectura per orientar els lectors més petits i pels seus llibres infantils en català i castellà.
Entre la gairebé cinquantena de títols de narracions publicades, cal esmentar Tres rondalles de Nadal (1954), El foc de Sant Joan (1969), Les entremeliadures de Till Olibaspill (1979), Contes de sal i de sol (1983), Petita història de Mark Twain (1992), Estalagmita vol veure el sol (1995), El picarol salvador (1998), Doña Quijotina i Sancho Panza (1999) o La nena de l'ocell de paper (2002).
Quant a la tasca de traductora, val a dir que s'hi inicià el 1962, amb Frederic Ulsamer, el seu marit, en traduir de l'alemany La visita de la vella dama, de Friedrich Dürrenmatt. Per a un públic lector infantil i juvenil traduí de l'alemany El Menjalletres, de Jess R. Moransee; del francès, Nèixer: la veritat per als infants, de Marie-Claude Monchaux, i adaptà dues obres de William Shakespeare: La feréstega domada i El somni d'una nit d'estiu. Del castellà, traduí un conte de Cèlia Viñas i, amb Albert Jané, traduí l'adaptació de Carola Soler dels entremesos de Miguel de Cervantes. Al castellà traslladà contes de Lola Anglada, Carles Cano, Jaume Ciurana, Sebastià Estradé, Gian Carlo Menotti i Miquel Obiols.
El 1998 va rebre la Creu de Sant Jordi. El 1998 va donar a la Universitat Catalana d'Estiu (UCE) la seva col·lecció de literatura infantil, més de 1.500 obres. Va ser membre de l'Associació d'Escriptors en Llengua Catalana (AELC), que des del 2000 convoca un premi literari que porta el seu nom amb la finalitat de promoure la difusió de la literatura catalana per a infants i joves.
Va morir l'any 2003, afectada de feia temps d'una demència senil.
El 2024, va passar a donar nom a la Biblioteca Nou Barris.

## Obres

### Literatura per a nens i joves
- El rey negro. Barcelona. Artigas,1953.
- Tres rondalles de Nadal Casa del Libro, 1954.
- La niña de los sueños de colores. Barcelona. Forerma, 1959.
- Los pastorcillos de Fátima. Barcelona. Artigas, 1959.
- El doctor Schweitzer. Barcelona. Juventud, 1961.
- Entre juego y juego... ¡un libro! Barcelona. La Galera, 1961.
- La isla llena Barcelona. Teide, 1961.
- La ruta del sol Barcelona. La Galera, 1965.
- La rana que salta Madrid. Igreca, 1968.
- El foc de Sant Joan Barcelona. La Galera, 1969.
- Historia del libro y de la imprenta [amb Armand Martínez]. Barcelona: Teide, 1971.
- Los cuentos de los meses. Barcelona: Martín Casanovas, 1972.
- Cinco científicos al servicio de la humanidad. Barcelona: Martín Casanovas, 1973.
- La bruja tontaina. Barcelona: Producciones Editoriales, 1973.
- El ciempiés descalzo. Barcelona: Producciones Editoriales, 1973.
- El Fraile Frailen. Barcelona: Producciones Editoriales, 1973.
- El marinero despistado. Barcelona: Producciones Editoriales, 1973.
- La sirenita triste. Barcelona: Producciones Editoriales, 1973.
- La escuela de las hadas. Barcelona: Producciones Editoriales, 1974.
- La llama que quería ducharse. Madrid: Igreca, 1974.
- Federico García Lorca. Barcelona: Hisma, 1977.
- Les entremaliadures de Till Olibaspill Barcelona: La Galera,1979.
- Vides paral·leles o contes de debò Barcelona. Publicacions de l'Abadia de Montserrat, 1980.
- Robert i el seu petit robot. Barcelona: Carroggio, Enciclopèdia dels infants, 1980.
- Jacinto Benavente. Madrid: Auriga, 1982.
- Rabindranath Tagore. Madrid: Auriga, 1982.
- Contes de sal i de sol —les 4 estacions. Barcelona: La Galera, 1983.
- Tres animales chiquitos. Madrid: Escuela Española, 1984.
- Tres juegos del fuego. Barcelona: Hymsa, 1984.
- El joc del foc folle. Barcelona: Hymsa, 1984.
- Ahïmsa, la no-violència de Gandhi Barcelona. Nova Terra, 1971; Barcelona. La Llar del Llibre, 1987.
- Petita història de Mark Twain. Barcelona: Mediterrània, 1992.
- Pequeña historia de García Lorca. Barcelona: Mediterrània, 1993.
- Petita història del llibre. Barcelona: Mediterrània, 1993.
- Estalagmita vol veure el sol. Fornells: Bufa Editorial, 1995.
- Petita història del Museu del joguet de Catalunya-Figueres. Barcelona: Mediterrània, 1995.
- Petita història de l'ou com balla. Barcelona: Mediterrània, 1995.
- Tania y el arca de Noé. Bilbao: Edicones Mensajero, 1995.
- ¿Quién les pone el cascabel al gato? Madrid: Bruño, 1998.
- El picarol salvador. Barcelona: Brúixola, 1998.
- Doña Quijotina i Sancho Panza. Almería: Instituto de Estudios Almerienses, 1999.
- La nena de l'ocell de paper. Vilafranca del Penedès: Vilatana, 2002.

### Crítica literària o assaig
- Les guies de lectura. Barcelona: Escola de Bibliotecàries, 1938.
- Bibliotecas populares: la cultura del obrero. Madrid: Ministerio de Trabajo, Escuela Social de Madrid, 1944.
- Las bibliotecas populares. Madrid: Escuela Social, 1944.
- Como atraer al lector. Madrid: Servicio Nacional de Lectura, 1954.
- Los premios de literatura infantil y juvenil. Barcelona: Diputació de Barcelona, 1954.
- Las guías de lectura: portavoz indispensable en toda biblioteca. Madrid: Dirección General de Archivos y Bibliotecas: Servicio de Publicaciones del Ministerio de Educación Nacional, 1955.
- Reglamento y guías de lectura de la biblioteca del servicio de trabajos portuarios. Barcelona: S.T.P., 1956.
- Com es forma i com funciona una biblioteca. Barcelona: Barcino, 1960.
- La lectura: su selección, su necesidad, su placer. Barcelona: Fama, 1962.
- La lectura. Barcelona: Fama, 1962.
- Tu biblioteca. Madrid: Santillana, 1967.
- La biblioteca a l'escola. Barcelona: Nova Terra, 1970.
- La literatura infantil abans i ara. Barcelona: Institut Catòlic d'Estudis Socials, 1972.
- Libros infantiles y juveniles en España 1960-1975: catálogo de la exposición 23-sep.-18 oct. 1976 [amb Margarida Tura i Soteras]. Madrid: INLE, 1976.
- Como organizar la biblioteca en la escuela. Madrid: Escuela Española, 1981.
- Guia de lectura: una eina de treball per als mestres entorn dels llibres. Barcelona: CEAC, 1982.
- Como se organiza una biblioteca escolar. Madrid: Espasa Calpe, 1984.
- Premios nacionales (1958-1988): libro infantil y juvenil. Madrid: Asociación Española de Amigos del libro Infantil, 1988.
- Teatro infantil y dramatización escolar. Cuenca: Ediciones de la Univerisdad de Castilla-La Mancha, 1997.
- Ensenyar literatura a secundària: formant lectors crítics, motivats i cultes [amb A. Bastida, G. Bordons, et alt.]. Barcelona: Graó, 2004.